# Giuseppe Di Fabio
Giuseppe Di Fabio (Ripalimosani, 8 maggio 1949) è un politico italiano.

## Biografia
Nato a Ripalimosani e residente a Campobasso, è stato per trent'anni impiegato all'INAIL, con esperienze anche in ambito agricolo-imprenditoriale presso la Coldiretti. Eletto in consiglio comunale a Campobasso, ha ricoperto la carica di assessore alle politiche sociali durante il mandato amministrativo del sindaco Augusto Massa dal maggio 1995 al settembre 1999. È stato segretario regionale per il Molise del Partito Popolare Italiano dal 1999 al 2002, poi confluito nella Margherita. Dal 2001 al 2004 è stato consigliere regionale.
Alle elezioni comunali del 2004 è candidato a sindaco del capoluogo molisano, sostenuto da una coalizione di centro-sinistra composta dalla Margherita, Democratici di Sinistra, Alleanza Popolare-UDEUR, Socialisti Democratici Italiani, Federazione dei Verdi, Rifondazione Comunista e liste civiche. Viene eletto sindaco di Campobasso il 13 giugno con il 61% dei voti e si insedia il giorno successivo. Non si ricandida per un secondo mandato.